# NGC 6017
NGC 6017 este o galaxie spirală situată în constelația Șarpele. A fost descoperită în 24 aprilie 1830 de către John Herschel. Se află la o distanță de 30,34 de megaparseci de Pământ.